# Mossjön (Skephults socken, Västergötland)
Mossjön är en sjö i Marks kommun i Västergötland och ingår i Viskans huvudavrinningsområde.